# Kościół św. Jerzego i św. Wojciecha w Kłodzku
Kościół św. Jerzego i św. Wojciecha – jeden z pięciu kościołów znajdujących się w Kłodzku, ulokowany w dzielnicy Przedmieście Ząbkowickie, przy ul. Waleriana Łukasińskiego 36, na wysokiej skarpie lewego brzegu Nysy Kłodzkiej. Świątynia ma status kościoła filialnego parafii Wniebowzięcia NMP.

## Historia
W 1275 r. pojawia się w źródłach pierwsza wzmianka o istnieniu w tym miejscu kaplicy św. Jerzego przy szpitalu prowadzonym przez joannitów. Po przeniesieniu się zakonu do centrum miasta uległa ona zniszczeniu, a w 1470 r. spaliła się ze szpitalem.
W 1475 r. książę ziębicki Henryk I Podiebradowicz przekazał ten teren bernardynom i ufundował im z żoną Urszulą Brandenburską kościół i klasztor pw. św. Jerzego. Świątynia została poświęcona w 1479 r. przez biskupa wrocławskiego Rudolfa von Rüdesheima, który został do tego upoważniony przez arcybiskupa praskiego. Przy okazji konsekracji kościół otrzymał współpatrona, którym został św. Wojciech. W dziewięć lat później umarł jego fundator i został pochowany w krypcie pod prezbiterium.
W 1517 r. miał miejsce pożar kościoła i klasztoru, który uszkodził oba obiekty. Odbudowa szła bardzo mozolnie. W związku z brakiem powołań, które wynikało z rozprzestrzeniania się reformacji w Kłodzku zakon opuścił miasto (1546 r.) i przekazał Radzie Miejskiej oba obiekty. W klasztorze urządzono szpital dla ubogich, a w kościele kaplicę przyszpitalną. Obiekty uległy ostatecznemu zniszczeniu podczas wojny trzydziestoletniej, kiedy Kłodzko zostało zdobyte przez Austriaków.
Ruiny pozostawały bez opieki przez kilkanaście lat. W 1643 r. do miasta powrócili bernardyni, którzy rozpoczęli odbudowę kościoła i klasztoru, trwającą blisko 150 lat z przerwami. Zachowano gotyckie prezbiterium, zaś nawa i kaplice otrzymały wystrój późnobarokowy. Budowlę przykryto sklepieniem kolebkowym. W 1665 r. kard. Ernst Adalbert von Harrach dokonał poświęcenia nowej świątyni. Następne oblężenie Austriaków w 1760 r. w czasie III wojny śląskiej spowodowało kolejny pożar kościoła. Po zakończeniu działań zbrojnych odbudowano wieżę oraz dobudowano drugą – skromniejszą. W 1810 r. po kasacie zakonu kościół został zamieniony na magazyn słomy i siana dla garnizonu pruskiego. W klasztorze natomiast urządzono biura dla oficerów, mieszkania dla żołnierzy i ich rodzin oraz szpital. W 1834 r. władze przekształciły kościół w ewangelicki kościół garnizonowy.
Po II wojnie światowej do klasztoru wprowadziły się franciszkanki Najświętszego Sakramentu (dziś: klaryski od wieczystej Adoracji), a w 1947 r. otwarto kościół, który stał się ponownie świątynią katolicką. W latach 1956–1990 kościół nosił wezwanie Chrystusa Króla.

## Architektura
Kościół jest jednonawową budowlą z rzędem kaplic od północy, zbudowaną w stylu późnobarokowym z elementami gotyckimi. Został wzniesiony z cegieł, ściany są otynkowane. Ma 50 m długości i 10 m szerokości. W prezbiterium zakończonym półośmiobokiem są dwa przęsła i dwie przypory. Są to jedyne pozostałości gotyckich cech budowli. W północnej ścianie nawy są trzy okna; okna po stronie południowej zamurowano. Wyposażenie wnętrza jest surowe i skromne, ponieważ pierwotne nie zachowało się do dziś. Freski są współczesne, a stacje drogi krzyżowej wykonane z gipsu. Wieże nakryte są baniastymi hełmami z przeźroczami. Do kościoła prowadzą portale z 2 poł. XVIII w.
Na południe od kościoła usytuowany jest barokowy budynek klasztoru, wzniesiony w latach 1664–1665. Jest to czworoboczny budynek z wewnętrznym wirydarzem, nakryty dachami dwuspadowymi, z elewacjami dzielonymi lizenami.

## Galeria

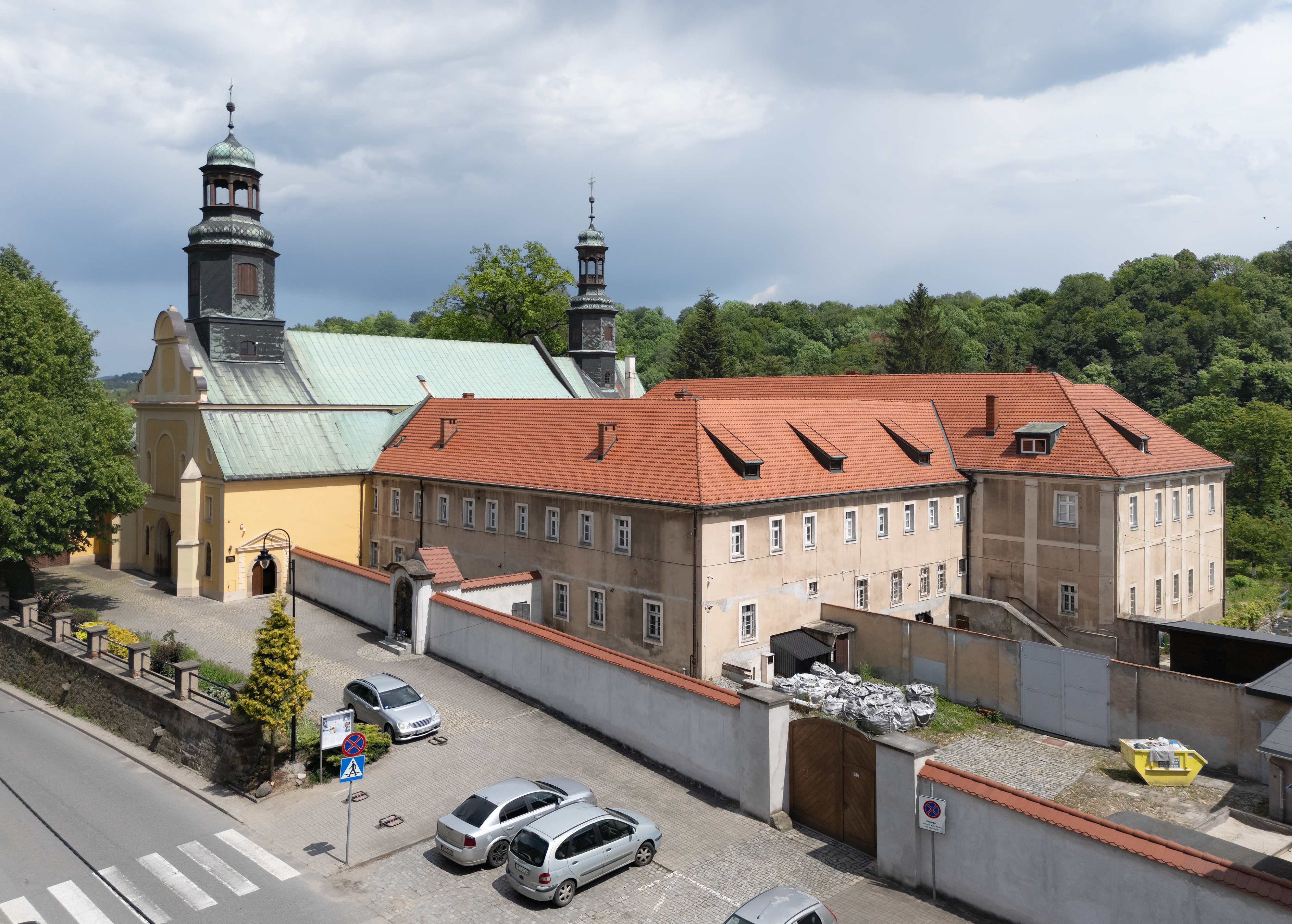
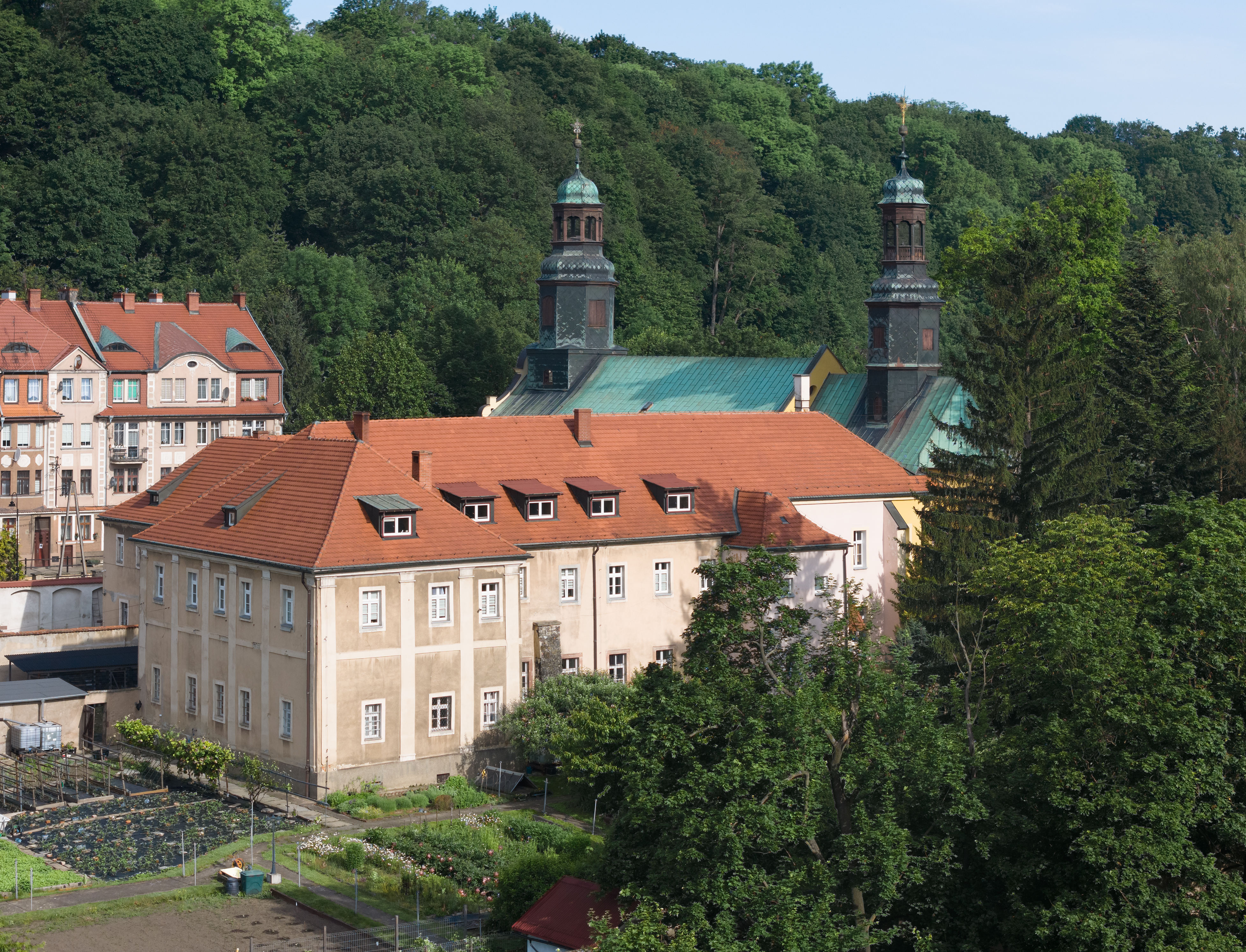
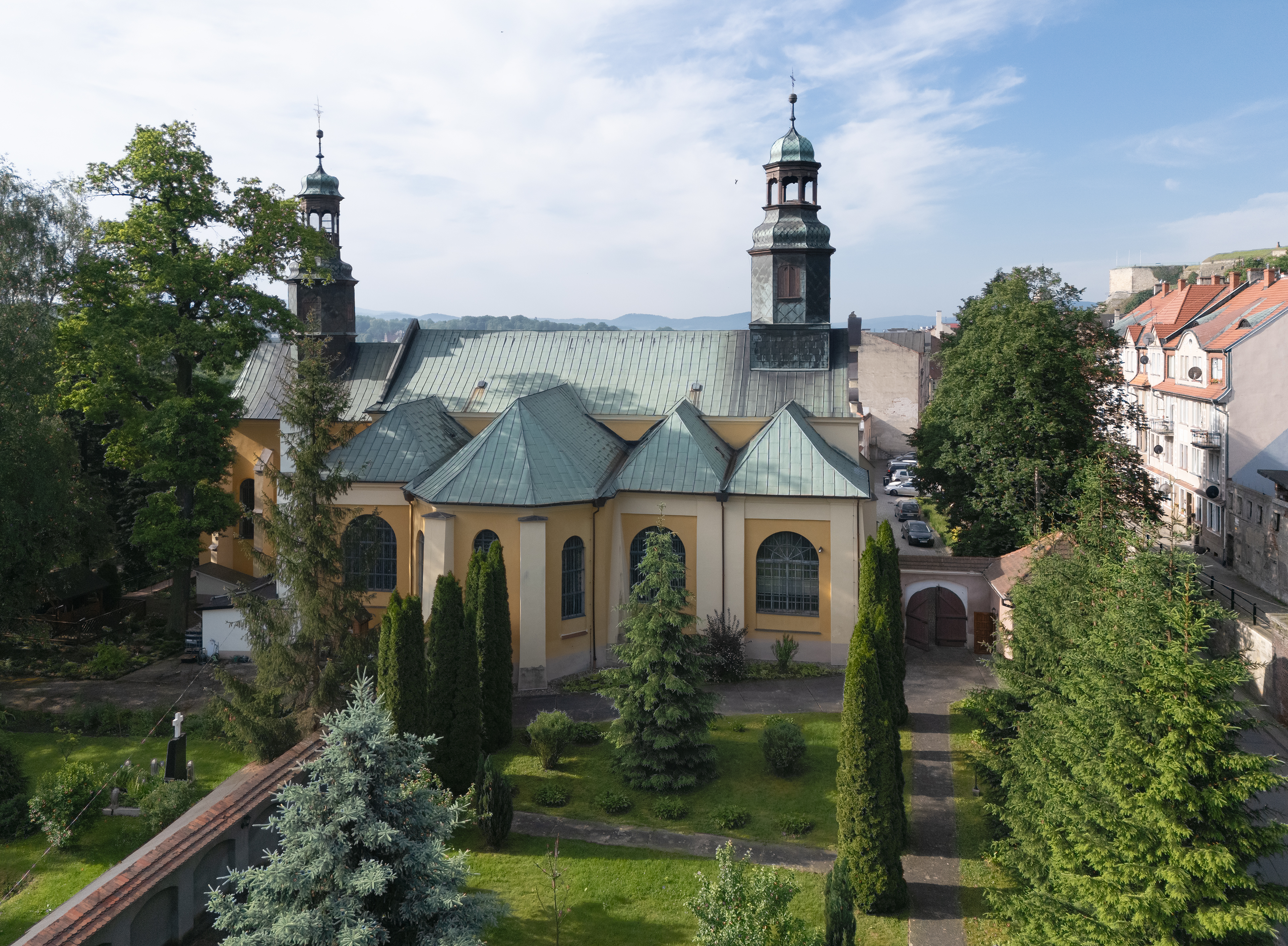
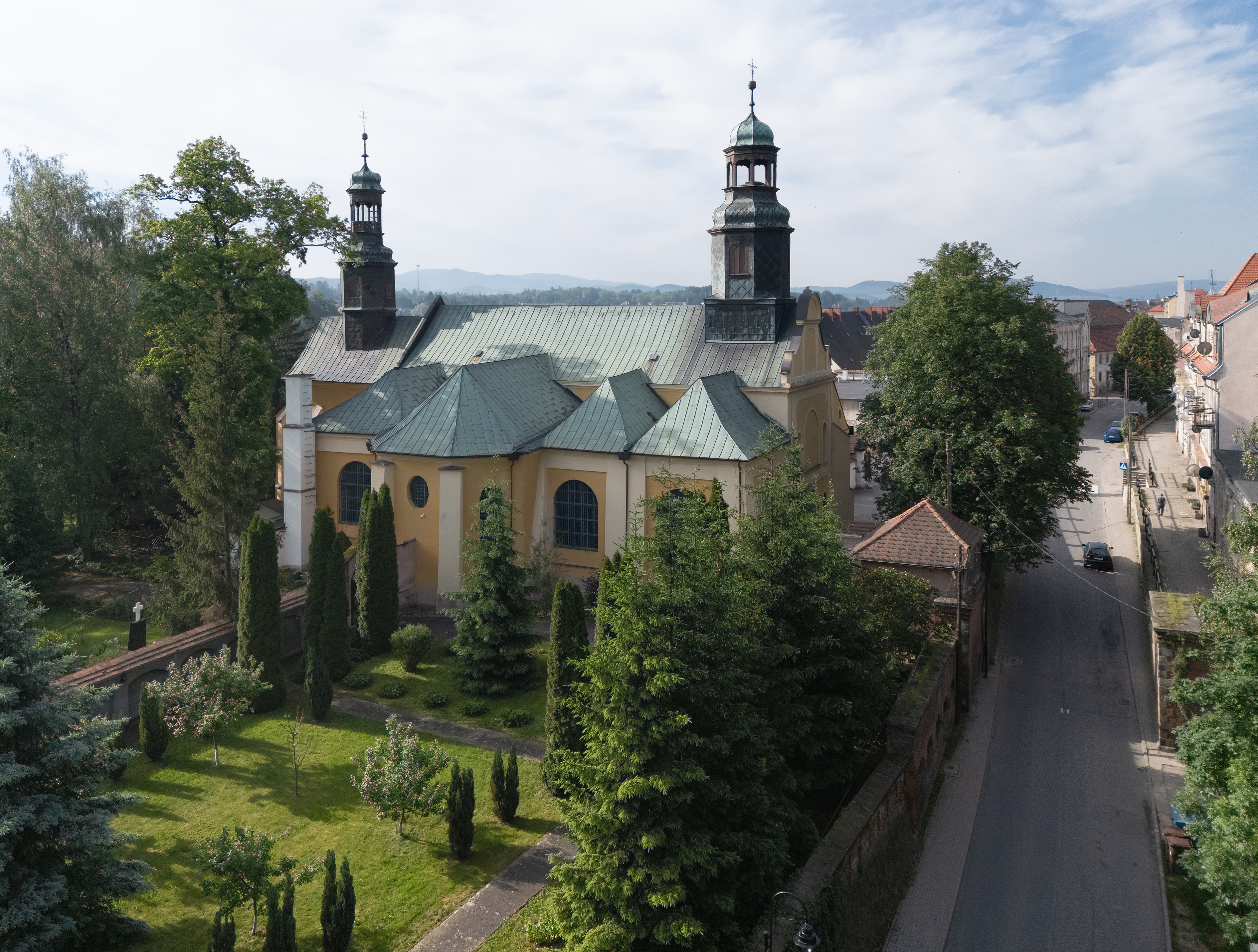
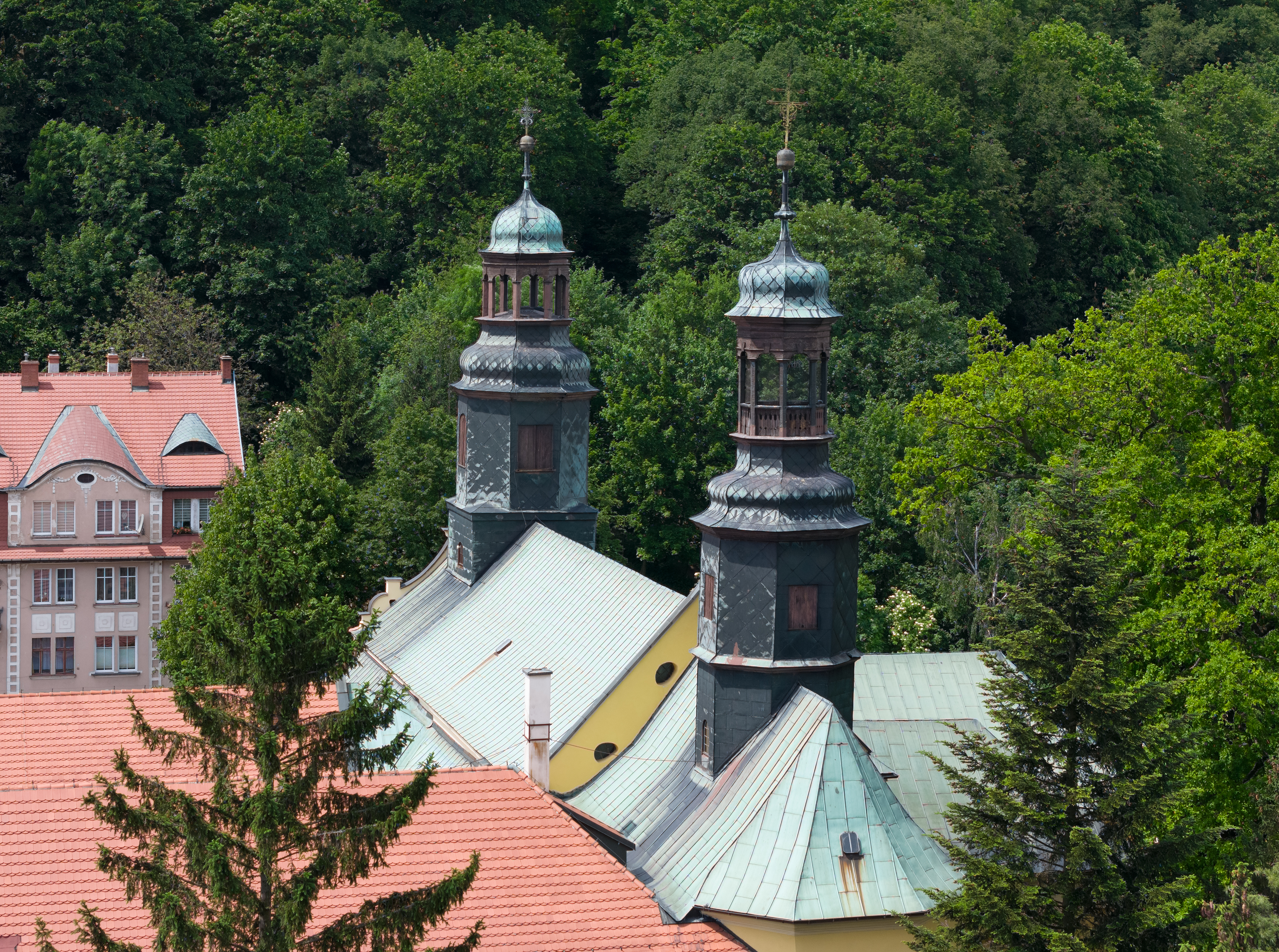
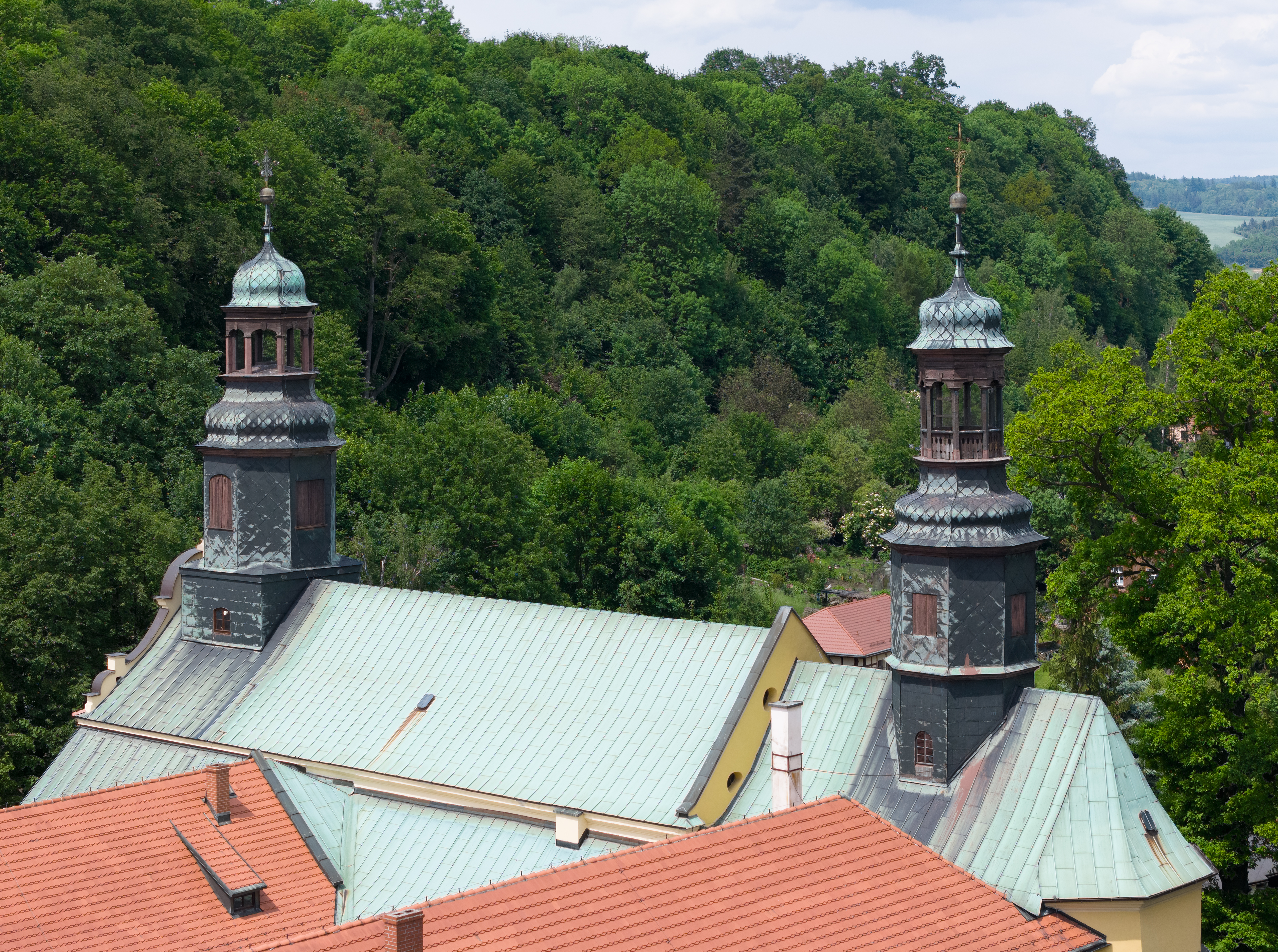
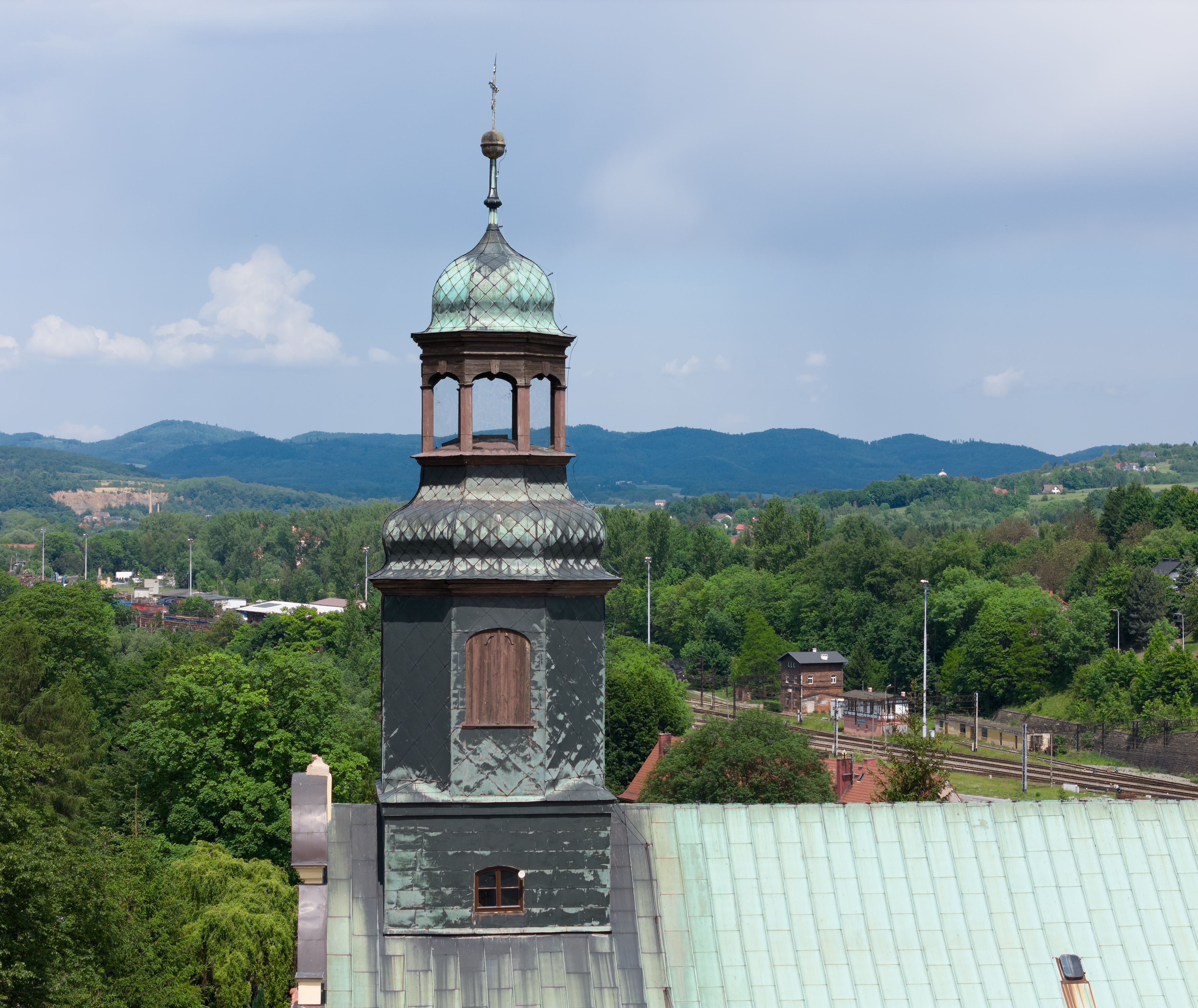